# Spathius gentius
Spathius gentius är en stekelart som beskrevs av Nixon 1943. Spathius gentius ingår i släktet Spathius och familjen bracksteklar. Utöver nominatformen finns också underarten S. g. unicolor.